# Politique de Songun
La politique de Songun est une doctrine donnant la priorité à l'armée (« primauté de l’armée ») dans la « construction du socialisme » en Corée du Nord qui a été introduite pour la première fois officiellement par l’Assemblée suprême du Peuple le 20 octobre 1998.
Elle a été élaborée et développée par le dirigeant Kim Jong-il dans le prolongement des idées du Juche. 
Selon le site officiel nord-coréen Naenara, « la politique de Songun est un mode politique qui fait des affaires militaires les tâches prioritaires de l’État et permet de défendre la patrie, la révolution et le socialisme et de pousser avec force l’édification socialiste dans son ensemble en s’appuyant sur la nature révolutionnaire et la combativité de l’Armée populaire. »
Le renforcement de la puissance militaire doit avoir pour corollaire une puissance économique accrue, dans la perspective de la réunification de la Corée. Ainsi, toujours selon le site Naenara, « c’est grâce à la politique de Songun et à la direction de la révolution fondée sur le Songun que la république populaire démocratique de Corée a pu donner lieu à de nouvelles réalisations dans l’édification d’une grande puissance prospère et que l’œuvre de réunification de la patrie a pu aborder une phase marquante. »
Dans sa version de 2009, la Constitution de la Corée du Nord introduit le concept de Songun.

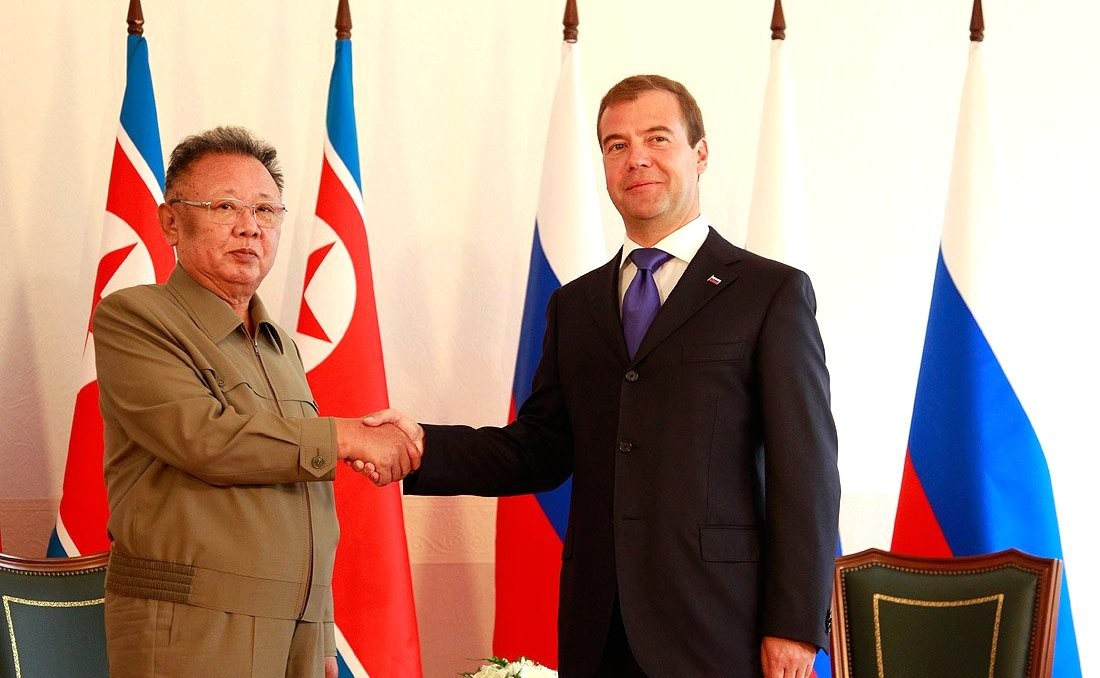
Rencontre entre Kim Jong-il et son homologue Dmitri Medvedev lors de sa visite en Russie en 2011, quelques jours après la menace de « guerre totale » sur la péninsule coréenne clamée par Pyongyang.

À partir de 2013, succède à cette politique du Songun, la politique du Byongjin, ayant pour objectif le développement économique en même temps que le développement de l'arme nucléaire en Corée du Nord, politique porté par le dirigeant et chef suprême Kim Jong-un,.

## Historique
Les premières apparitions du concept se manifestent à partir d’avril 1997 dans le Rodong Sinmun. La « primauté de l’armée » apparaît le 12 décembre 1997, rattachée à Kim Jong-il ; elle est visible dans le même journal le 16 juin 1998.

## Un facteur de développement potentiel
Pour Alexander Vorontsov, chercheur au Centre d'études politiques sur l'Asie du nord-est de la Brookings Institution, la politique de Songun ne devrait cependant pas être réduite à une « impasse idéologique ». En effet, comme le démontre l'expérience de la Corée du Sud dirigée par le dictateur Park Chung-hee, une orientation militaire peut, sous certaines conditions, avoir des effets positifs sur la société. Il n'y a donc pas lieu de s'étonner, d'après Vorontsov, qu'au cours des dernières années Kim Jong-il « se soit mis à parler en termes favorables de Park Chung-hee. »  
Ainsi, la mise en œuvre de la politique de Songun au milieu des années 1990 a amené l'armée à participer encore plus aux prises de décision sociales et économiques, au développement d'infrastructures à grande échelle et à la production de sa propre nourriture. Même si le service militaire dure 10 ans, il est en majorité consacré à des travaux dans divers secteurs de la vie socio-économique. L'idée selon laquelle l'armée serait un fardeau pour l'économie nord-coréenne devrait donc être relativisée, en ce qu'elle pourrait être aussi, sous certaines conditions, une ressource et un catalyseur pour le développement de l'économie nationale.
Toujours selon Alexander Vorontsov, la priorité donnée à l'armée accompagne une transformation graduelle de l'économie planifiée de la Corée du Nord dans la direction d'une économie mixte. Le résultat final pourrait être un réseau de grandes sociétés sur lesquelles l'État exerce un moindre contrôle et partageant des relations étroites avec les agences gouvernementales, similaires aux chaebol créées par Park Chung-hee en Corée du Sud.